# Marion (Arkansas)
Marion és una població dels Estats Units a l'estat d'Arkansas. Segons el cens del 2000 tenia 8.901 habitants.

## Demografia
Segons el cens del 2000, Marion tenia 8.901 habitants, 3.254 habitatges, i 2.508 famílies. La densitat de població era de 256,1 habitants/km².
Dels 3.254 habitatges en un 45,1% hi vivien nens de menys de 18 anys, en un 60,3% hi vivien parelles casades, en un 13% dones solteres, i en un 22,9% no eren unitats familiars. En el 19,3% dels habitatges hi vivien persones soles el 3,1% de les quals corresponia a persones de 65 anys o més que vivien soles. El nombre mitjà de persones vivint en cada habitatge era de 2,7 i el nombre mitjà de persones que vivien en cada família era de 3,11.
Per edats la població es repartia de la següent manera: un 30,1% tenia menys de 18 anys, un 9,1% entre 18 i 24, un 36,4% entre 25 i 44, un 19,3% de 45 a 60 i un 5,2% 65 anys o més.
L'edat mediana era de 31 anys. Per cada 100 dones de 18 o més anys hi havia 91,4 homes.
La renda mediana per habitatge era de 44.084 $ i la renda mediana per família de 50.853 $. Els homes tenien una renda mediana de 38.187 $ mentre que les dones 26.947 $. La renda per capita de la població era de 19.074 $. Entorn del 6,3% de les famílies i el 8,1% de la població estaven per davall del llindar de pobresa.

## Poblacions més properes
El següent diagrama mostra les poblacions més properes.